# Naftali Bon
Naftali Bon (Kapsabet, 1945. október 9. – Kapsabet, 2018. november 2.) olimpiai ezüstérmes kenyai atléta.

## Pályafutása
Részt vett az 1968-as mexikóvárosi olimpián. 400 méteren nem jutott a döntőbe. 4 × 400 m váltóban ezüstérmet szerzett Daniel Rudisha-val, Munyoro Nyamauval és Charles Asatival.

## Sikerei, díjai
- Olimpiai játékok
  - ezüstérmes: 1968, Mexikóváros (4 × 400 m)